# Thomas D’Souza (Bischof, 1970)
Thomas D’Souza (* 23. März 1970 in Chulne, Maharashtra) ist ein indischer römisch-katholischer Geistlicher und Bischof von Vasai.

## Leben
Thomas D’Souza studierte Philosophie und Theologie am College St. Pius X. in Goregaon und empfing am 18. April 1998 das Sakrament der Priesterweihe für das Bistum Vasai.
Nach der Priesterweihe war er in verschiedenen Gemeinden in der Pfarrseelsorge tätig und von 2013 bis 2019 Rektor des HeiligtumsOur Lady of Remedies am Wallfahrtsort Remedy. Ab 2019 war er Pfarrer und Schulleiter der St. Joseph High School and Junior College in Nandakhal.
Papst Franziskus ernannte ihn am 9. November 2024 zum Bischof von Vasai. Der Erzbischof von Bombay, Oswald Kardinal Gracias, spendete ihm am 15. Dezember desselben Jahres auf dem Gelände der St.-Augustine-High-School in Vasai die Bischofsweihe. Mitkonsekratoren waren der Erzbischof von Goa und Daman, Patriarch Filipe Kardinal do Rosário Ferrão, und D’Souzas Amtsvorgänger Felix Anthony Machado.